# Gräsbo naturreservat
Gräsbo naturreservat är ett naturreservat i Heby kommun i Uppsala län.
Området är naturskyddat sedan 2001 och är 34 hektar stort. Reservatet består av gamla tallar och granar samt lövträd och sumpskog av al.